# Staré hlučínské kamenouhelné doly
Staré hlučínské kamenouhelné doly (Ältere Hultschiener Steinkohlengruben) byla skupina černouhelných dolů, které těžily štolovým způsobem uhelné sloje v návrší Landek v Petřkovicích a v návrší Ludgeřovického lesa.

## Historie
Vzniku prvních dolů vedly nálezy výchozů uhelných slojí v roce 1780 na Landeku v Petřkovicích, které byly objeveny slezským důlním měřičem a prospektorem Schulzem z  Eislebenu. Dvě nalezené sloje byly později pojmenovány Juliana a Vilemína.
Majitel hlučínského panství v pruské části těšínského Slezska Johann Adam sv. p. Grutschreiber zahájil dolování na pozemcích okolo vrchu Landek roku 1782. Během krátké doby zde vybudoval prosperující podnik, který dodával uhlí do Pruska, na Opavsko a Krnovsko. Tvořily je doly s názvem Staré nebo Starší hlučínské doly. Pojmenování bylo podle názvu Hlučínského panství, na kterém se nacházely. Dělily se na skupinu východní, střední a západní. K východní patřila důlní pole Juliana, Vilemína, Nový, Poustevník, Štolní a Terezie. Ke skupině střed patřila důlní pole dolů Dovrchní – sever a Dovrchní – jih. Ke skupině západní, která ležela mimo území Landeku, v návrší Ludgeřovického lesa. 
Johann Adam sv. p. Grutschreiber těžil více než 17 let pouze na původních dvou dolech Juliana a Vilemína a teprve  26. května 1799 získal další propůjčky důlních měr na sloje Poustevník a Terezie.
Jeho syn Josef Adam sv. p. Grutschreiber, který převzal panství v roce 1802, rozšířil důlní pole o další propůjčky na slojích Dovrchní, Nový a Štolní, které získal 20. února 1803. V té době se těžilo celkem v 10 slojích.
Od roku 1803 probíhaly ve vlastnictví dolů časté změny. 25. ledna 1834 byly Grutschreiberovy doly odprodány olomouckému arcibiskupství (vlastníku Rudolfovy hutě).
8. listopadu 1839 došlo k dalšímu organizačnímu sloučení s dalšími doly v Kombinované hlučínské doly.

### Současný stav
Lokalizací důlních děl v terénu lze zjistit zřetelné pozůstatky, představované výraznými nálevkovitými propadlinami.

## Těžba uhlí
Uložení slojí východní skupiny bylo strmé, u slojí střední skupiny bylo šikmé a obě vycházely na povrch na jižním svahu Landeku, sloj Dovrchní i na svahu severním. V Ludgeřovickém lese se jednalo o sloje ve strmém uložení. V každém důlním poli byla ražena hlavní (denní) štola, případně další vodorovné štoly nadštolového a i podštolového patra. Od poloviny 19. století se dobývalo směrným pilířováním, do té doby se kopalo bez systému dobývání, co šlo vydobýt, to se vydobylo. Dobývaly se petřkovické vrstvy ostravského souvrství. V oblasti Starých hlučínských dolů bylo dokumentováno celkem 10 provozovaných dolů s 12 hlavními otvírkovými štolami a 25 důlních jam.

## Údaje o dolu
| Název                   | Druh jámy    | Založení   | Délka štol v m | Hloubka dolu v m | Těžba     | Vytěženo    | Likvidace   | Dobývací pole v ha | Poznámka |
| ----------------------- | ------------ | ---------- | -------------- | ---------------- | --------- | ----------- | ----------- | ------------------ | --- |
| Juliana                 | Denní, těžní | 1782       | 491            | 97               | 1782–1850 | [ pozn. 4 ] | nedohledáno | 19                 | Počet pater: 1 štolové s přímou návazností na hlubinné dobývání (Dolem Anselm/Ed. Urx) Všechny štoly v západní části, byly spolu propojeny v podzemí) |
| Vilemína                | Denní, těžní | 1782       | 393            | 97               | 1782–1850 | [ pozn. 4 ] | nedohledáno | 19                 | Počet pater: 1 štolové s přímou návazností na hlubinné dobývání (Dolem Anselm/Ed. Urx) Všechny štoly v západní části, byly spolu propojeny v podzemí) |
| Terezie                 | Denní, těžní | 1799       | 736            | 97               | 1782–1850 | [ pozn. 4 ] | nedohledáno | 19                 | Počet pater: 1 štolové s přímou návazností na hlubinné dobývání (Dolem Anselm/Ed. Urx) Všechny štoly v západní části, byly spolu propojeny v podzemí) |
| Poustevník (Einsiedler) | Denní, těžní | 1799       | 728            | 97               | 1782–1850 | [ pozn. 4 ] | nedohledáno | 19                 | Počet pater: 1 štolové s přímou návazností na hlubinné dobývání (Dolem Anselm/Ed. Urx) Všechny štoly v západní části, byly spolu propojeny v podzemí) |
| Štolní                  | Denní, těžní | 1803       | 734            | 97               | 1782–1850 | [ pozn. 4 ] | nedohledáno | 19                 | Počet pater: 1 štolové s přímou návazností na hlubinné dobývání (Dolem Anselm/Ed. Urx) Všechny štoly v západní části, byly spolu propojeny v podzemí) |
| Nová (Neue)             | Denní, těžní | 1803       | 150            | 97               | 1782–1850 | [ pozn. 4 ] | nedohledáno | 19                 | Počet pater: 1 štolové s přímou návazností na hlubinné dobývání (Dolem Anselm/Ed. Urx) Všechny štoly v západní části, byly spolu propojeny v podzemí) |
| Nadějná (Hoffnungs)     | Denní, těžní | 1803       | 137            | 97               | 1782–1850 | [ pozn. 4 ] | nedohledáno | 19                 | Počet pater: 1 štolové s přímou návazností na hlubinné dobývání (Dolem Anselm/Ed. Urx) Všechny štoly v západní části, byly spolu propojeny v podzemí) |
| Dovrchní (Schwebende)   | Denní, těžní | po r. 1803 | 265            | 97               | 1782–1850 | [ pozn. 4 ] | nedohledáno | 19                 | Počet pater: 1 štolové s přímou návazností na hlubinné dobývání (Dolem Anselm/Ed. Urx) Všechny štoly v západní části, byly spolu propojeny v podzemí) |
| Bohatá (Reiche)         | Denní, těžní | 1806       | 253            | 97               | 1782–1850 | [ pozn. 4 ] | nedohledáno | 19                 | Počet pater: 1 štolové s přímou návazností na hlubinné dobývání (Dolem Anselm/Ed. Urx) Všechny štoly v západní části, byly spolu propojeny v podzemí) |